# Claude Gnakpa
Claude Gnakpa (nacido el 9 de junio de 1983 en Marsella, Francia), era un futbolista profesional francés, de origen costamarfileño, que jugaba como defensa.

## Trayectoria
Formado en la cantera del Montpellier H.S.C. empezó su carrera en los modestos de la CFA U.S. Marignane (2001-2002) y Stade Beaucairois (2002-2003).
En verano de 2003 dio el salto a España al fichar por el R. Racing C. de Santander "B" (2ªB). Tras descender a 3ª división la temporada de su llegada al equipo, permaneció una temporada más en el filial montañés. En verano de 2005 recibió la llamada de Dmitry Piterman, presidente y máximo accionista del Deportivo Alavés, para reforzar el filial de 2ªB, aunque también acabó descendiendo a 3ª división y rescindiendo su contrato.
Libre fue fichado por el liechtensteiniano F.C.Vaduz (Challenge League) iniciando un breve paso por las competiciones suizas, ya que en marzo de 2007 marchó para Inglaterra. La carrera de Gnakpa le llevó a defender las camisetas del Swindon Town F.C. de League Two (2007), Peterborough U.F.C. de League Two (2007-2008), Luton Town F.C. de League Two (2008-2011) y Walsall F.C. (2011) de League One. En el mercado de invierno de la temporada 2011-2012 firmó por el Inverness C.T.F.C. (Scottish Premiership).
Abandonó las islas británicas para jugar en la temporada 2012-2013 en Al Minaa S.C. (Liga Premier de Irak) y 2013-2014 en Salgaocar F.C. (I-League).
Tras dejar el profesionalismo, fichó con el conjunto londinense amateur Fenland’s Macmillan F.C.

## Clubes
| Club                          | País          | Año       |
| ----------------------------- | ------------- | --------- |
| U.S. Marignane                | Francia       | 2001-2002 |
| Stade Beaucairois             | Francia       | 2002-2003 |
| R. Racing C. de Santander "B" | España        | 2003-2005 |
| Deportivo Alavés "B"          | España        | 2005-2006 |
| F.C.Vaduz                     | Liechtenstein | 2006-2007 |
| Swindon Town F.C.             | Inglaterra    | 2007      |
| Peterborough U.F.C.           | Inglaterra    | 2007-2008 |
| Luton Town F.C.               | Inglaterra    | 2008-2011 |
| Walsall F.C.                  | Inglaterra    | 2011      |
| Inverness C.T.F.C.            | Escocia       | 2012      |
| Al Minaa S.C.                 | Irak          | 2012-2013 |
| Salgaocar F.C.                | India         | 2013-2014 |